# Kathedrale Santa Maria de Ciutadella

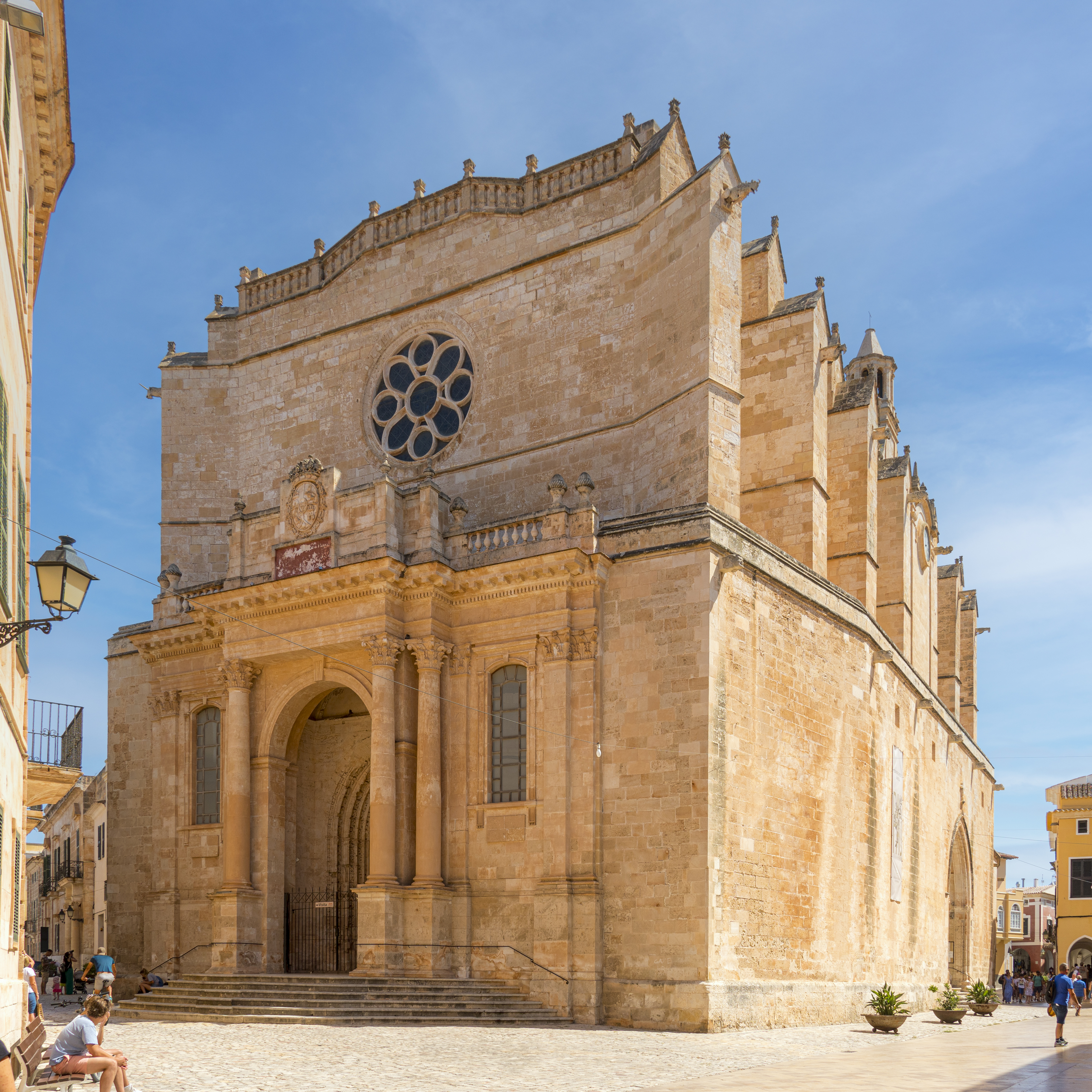
Blick auf das Portal

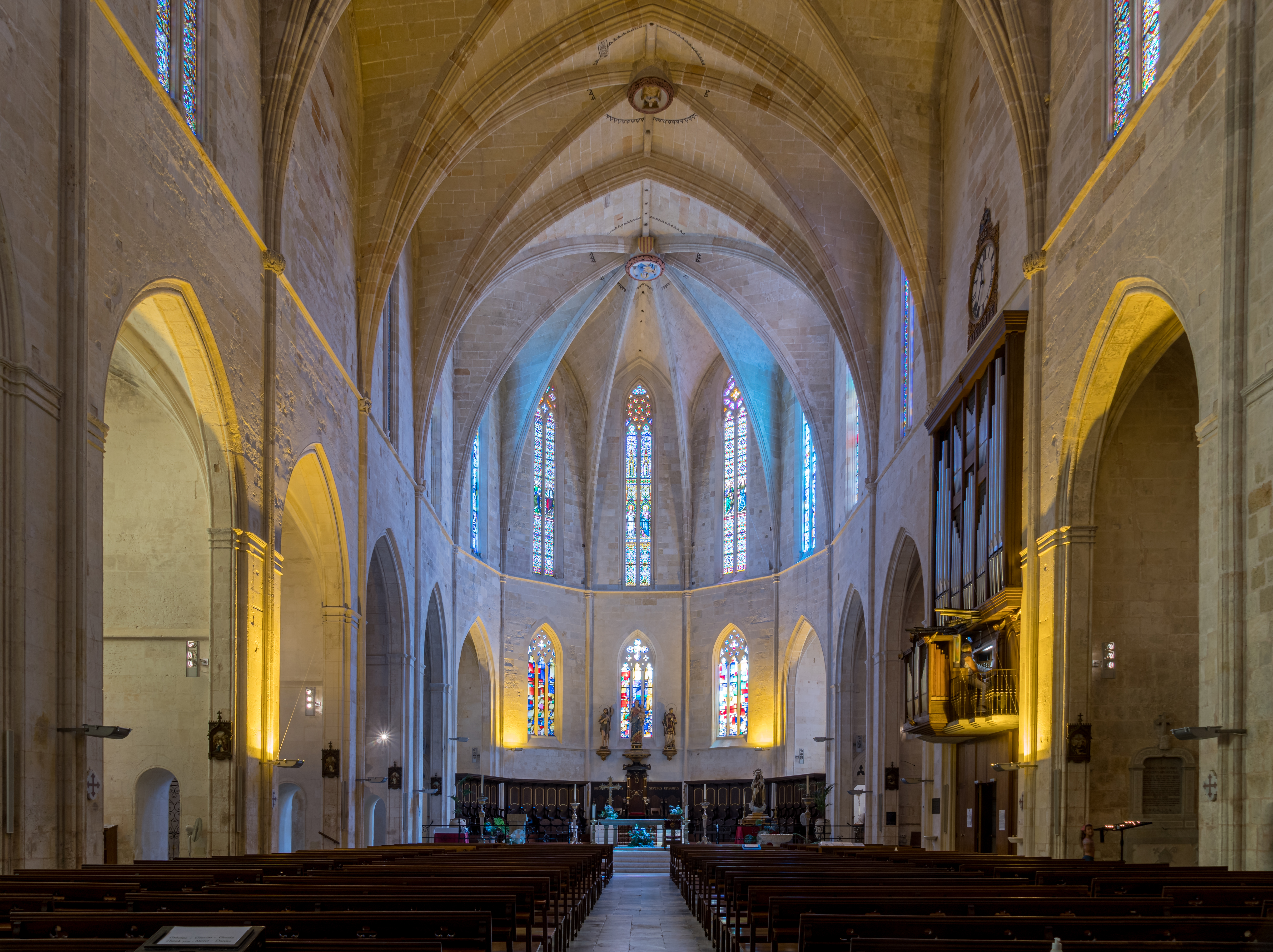
Apsis der Kathedrale

Die Kathedrale Santa Maria de Ciutadella des Bistums Menorca ist das bedeutendste gotische Bauwerk auf der Baleareninsel Menorca. Zugleich ist es ein Beispiel für die katalanische Gotik.

## Geschichte
Alfons III. (1265–1291) von Katalonien-Aragón, der Eroberer der Insel, befahl, gemeinsam mit drei weiteren Kirchenbauten auf der Insel, diesen Bau an der Stelle der arabischen Moschee von Ciutadella.
Die Arbeiten begannen unter seinem Nachfolger Jakob II. (König von 1291 bis 1327) und wurden erst im Jahre 1362 unter Peter IV. abgeschlossen. Dabei verwendete man die Fundamente des Minaretts als Basis für den Glockenturm, auf den, wie zuvor beim Minarett, eine stufenlose Rampe führt. Zum Bau verwendete man Marès-Stein, (Kalkstein) das traditionelle Baumaterial auf der Insel.
Der türkische Überfall von 1558 beschädigte die Kirche schwer. Der Obelisk auf der Plaza del Borne soll an die Ereignisse des Jahres 1558 erinnern, als die Bewohner Menorcas gegen die Invasoren kämpften. Die Reparaturen hielten nur bis 1626, als ein Brand die Apsis einstürzen ließ. Danach erfolgte ein soliderer Wiederaufbau.
Im Jahre 1795, nach der ersten Rückgabe Menorcas an die Spanier durch die Briten, wurde das seit dem 5. Jahrhundert bestehende Episkopat von Menorca wieder besetzt und Santa Maria de Ciutadella zur Kathedrale erhoben. Papst Pius XII. verlieh ihr 1953 den Titel der Basilika.

## Beschreibung
Der einschiffige Innenraum gehört mit 44 m Länge, 14 m Breite und 22 m Höhe zu den größten der Insel. Er wird von einem einfachen Kreuzrippengewölbe abgeschlossen. Außen fallen das im Jahre 1813 vorgeblendete klassizistische Portal mit der großen Rosette darüber und die Strebepfeiler mit den gotischen Wasserspeiern auf. Das neue Portal verbirgt das gotische. Rechts vom Haupteingang steht ein Taufbecken mit gotischem Deckel. Der übrige Bau hat kein außen liegendes Strebewerk, das ein typisches Elemente der Gotik darstellt, sondern innere Wandverstärkungen. Vom ursprünglichen Bau erhalten geblieben ist das Portal de sa Llum, ein einfacher gotischer Bogen mit einer neutestamentlichen Szene im Tympanon und abgesehen von kleinen Fabelwesen – schmucklosen Wänden.
Das Portal de sa Llum (Portal des Lichtes genannt, weil es nach Süden zur Sonnenseite ausgerichtet ist) gehört zu den ältesten Gebäudeteilen und unterbricht die Reihe der vier Seitenkapellen auf der rechten Seite. Eine der drei linken Seitenkapellen bewahrt eine Pietà. Von einiger Zugkraft ist die im 19. Jahrhundert mit dem Grundriss eines griechischen Kreuzes eingefügte „Capella de la Communió“ mit einer Darstellung der „Unbefleckten Empfängnis“. Heraus ragt die nahe dem Altar gelegene „Capella de les Animes“ (Kapelle der Seelen), eines der ersten meisterlichen Werke des Barocks auf Menorca. Die Steinmetzarbeiten zeigen die Formenvielfalt des Barocks. Die Säulen präsentieren sich gedrechselt, spiralig, palmenstammartig mit und eingedrückten Ornamenten.
Im apsidenartigen, semi-dekagonalen Altarraum stand einst unter einem hohen gotischen Baldachin, der die sieben Wappen der Inselgemeinden trug, der Marmoraltar. Dahinter füllte, gekrönt von einer Darstellung der „Maria mit dem Kinde“, das Chorgestühl mit dem zentralen Bischofsstuhl die Apsis. Diese Requisiten fielen der Modernisierung der Kirche (s. Bild der Apsis) zum Opfer.

## Orgel
Die Orgel wurde 1993 von der Orgelbaufirma Blancafort Orgueners de Monserrat erbaut. Das Instrument hat 37 Register auf drei Manualen und Pedal. Im Gegensatz zu vielen Orgeln in Spanien sind die Manualwerke nicht geteilt.
| I Cadireta (Rückpositiv) C–g3 |              |        |
| 1.                            | Bordó        | 8′     |
| 2.                            | Octava       | 4′     |
| 3.                            | Tapadet      | 4′     |
| 4.                            | Nasard 12a   | 2 ⁄3′  |
| 5.                            | Quinzena     | 2′     |
| 6.                            | Nazard 17a   | 1 3⁄5′ |
| 7.                            | Dinovena     | 1 ⁄3′  |
| 8.                            | Cimbalet III | 2⁄3′   |
| 9.                            | Regalíes     | 8′     |
|                               | Trémolo      |        |

| II Orgue Major (Hauptwerk) C–g3 |               |       |
| 10.                             | Quintant      | 4′    |
| 11.                             | Flautant      | 8′    |
| 12.                             | Espigueta     | 4′    |
| 13.                             | Octava        | 4′    |
| 14.                             | Dotzena       | 2 ⁄3′ |
| 15.                             | Quinzena      | 2′    |
| 16.                             | Plens IV-V    | 1 ⁄3′ |
| 17.                             | Corneta V     | 8′    |
| 18.                             | Trompeta Real | 8′    |
| 19.                             | Baixons       | 4′    |
| 20.                             | Clarins       | 8′    |
| 21.                             | Orlos         | 8′    |

| III Expressiu (Schwellwerk) C–g3 |               |    |
| 22.                              | Salicional    | 8′ |
| 23.                              | Unda Maris    | 8′ |
| 24.                              | Cor de Nit    | 8′ |
| 25.                              | Flauta Cònica | 4′ |
| 26.                              | Viola         | 4′ |
| 27.                              | Nasard 151    | 2′ |
| 28.                              | Corona IV     | 1′ |
| 29.                              | Fagot – Oboè  | 8′ |
| 30.                              | Veu Humana    | 8′ |
|                                  | Trèmol        |    |

| Pedal C–f1 |            |     |
| 31.        | Contrabaix | 16′ |
| 32.        | Subbaix    | 16′ |
| 33.        | Contres    | 8′  |
| 34.        | Baix       | 8′  |
| 35.        | Coral      | 4′  |
| 36.        | Bombarda   | 16′ |
| 37.        | Trompeta   | 8′  |